# Denis Grondin
Denis Grondin (ur. 23 października 1954 w Rimouski) – kanadyjski duchowny katolicki, arcybiskup Rimouski od 2015.

## Życiorys

### Prezbiterat
Święcenia kapłańskie otrzymał 21 maja 1989 z rąk kardynała Louisa-Alberta Vachona. Inkardynowany do archidiecezji Quebecu, pracował jako duszpasterz parafialny oraz jako animator duszpasterstwa chorych.

### Episkopat
12 grudnia 2011 papież Benedykt XVI mianował go biskupem pomocniczym archidiecezji Quebecu, ze stolicą tytularną Camplum. Sakry biskupiej udzielił mu 25 lutego 2012 arcybiskup metropolita Quebecu – Gérald Lacroix.
4 maja 2015 papież Franciszek mianował go arcybiskupem metropolitą Rimouski. Ingres odbył się 14 czerwca 2015.